# Wysokie (województwo dolnośląskie)
Wysokie (niem. Weißig) – wieś w Polsce położona w województwie dolnośląskim, w powiecie lubińskim, w gminie Rudna.

## Podział administracyjny
| SIMC    | Nazwa   | Rodzaj    |
| ------- | ------- | --------- |
| 0367440 | Rozłogi | część wsi |

W latach 1975–1998 miejscowość należała administracyjnie do województwa legnickiego.

## Nazwa
Według niemieckiego językoznawcy Heinricha Adamy’ego nazwa miejscowości pochodzi od polskiej nazwy określającej "wysokość". W swoim dziele o nazwach miejscowych na Śląsku wydanym w 1888 roku we Wrocławiu jako najstarszą zanotowaną formę wymienia - Weissek podając jej znaczenie "Hochgelegener Ort" czyli po polsku "Wysoko położona miejscowość". Niemcy zgermanizowali później nazwę na Weissig w wyniku czego całkowicie utraciła ona swoje pierwotne znaczenie.

## Zabytki
Do wojewódzkiego rejestru zabytków wpisany jest:
- park, z początków XIX w.